# Борсек
Борсек (рум. Borsec) — місто у повіті Харгіта в Румунії.
Місто розташоване на відстані 284 км на північ від Бухареста, 69 км на північ від М'єркуря-Чука, 145 км на північ від Брашова.

## Населення
За даними перепису населення 2002 року у місті проживали 2864 особи.
Національний склад населення міста:
| Національність   | Кількість осіб | Відсоток |
| ---------------- | -------------- | -------- |
| угорці           | 2240           | 78,2%    |
| румуни           | 607            | 21,2%    |
| цигани           | 14             | 0,5%     |
| німці            | 1              | < 0,1%   |
| росіяни-липовани | 1              | < 0,1%   |
| чанго            | 1              | < 0,1%   |

Рідною мовою назвали:
| Мова      | Кількість осіб | Відсоток |
| --------- | -------------- | -------- |
| угорська  | 2249           | 78,5%    |
| румунська | 613            | 21,4%    |
| російська | 2              | 0,1%     |

Склад населення міста за віросповіданням:
| Релігія            | Кількість осіб | Відсоток |
| ------------------ | -------------- | -------- |
| римо-католики      | 2161           | 75,5%    |
| православні        | 571            | 19,9%    |
| реформати          | 92             | 3,2%     |
| п'ятдесятники      | 17             | 0,6%     |
| бретрени           | 10             | 0,3%     |
| греко-католики     | 6              | 0,2%     |
| баптисти           | 3              | 0,1%     |
| унітарії           | 1              | < 0,1%   |
| не вказали релігію | 2              | 0,1%     |

## Зовнішні посилання
- Дані про місто Борсек на сайті Ghidul Primăriilor [Архівовано 15 травня 2012 у Wayback Machine.]